# La maldición gitana
La maldición gitana es una historieta de Mortadelo y Filemón publicado en 1989. Los guiones del cómic fueron elaborados por Francisco Ibáñez, el creador de Mortadelo y Filemón, pero el dibujo de este álbum, sin embargo, fue realizado por Juan Manuel Muñoz Chueca, aunque aparezca con la firma-tampón de Ibáñez.

## Trayectoria editorial
Serializada en la revista Mortadelo en 1989 números 105 a 111. En la actual colección Olé no se publicó como álbum independiente, sino que se repartió entre cuatro números (8, 10, 34 y 18 ), en formato Súper Humor está repartida en números 4, 8 y 5. En la colección Olé pequeña sí se publicó en un álbum.

## Sinopsis
Todo comienza cuando el Súper explica a Mortadelo y Filemón su episodio con una gitana a la que, sin querer, mojó con el coche. La gitana, en venganza, le había hecho una maldición, la cual se cumplió poco tiempo después. Así, el Súper tiene una primera mutación, pues desarrolla una cola de cocodrilo. El profesor Bacterio se ocupará de buscar un antídoto para hacerlo volver a la normalidad. En las siguientes páginas, el profesor mandará a los agentes a buscar los ingredientes que faltan a su fórmula, pero cada vez, al final, el antídoto no funcionara y hará que el Súper desarrolle otra mutación.
Los agentes tendrán que buscar primero una planta que se halla en medio de un bosque de serpientes. Aunque consiguen el ingrediente, este en vez de contribuir positivamente a la fórmula de Bacterio provoca que se desarrollen enormes alas de murciélago en la cola de reptil del Súper, que la cubrirán.
El segundo episodio comienza con la aparición de unas orejas enormes en el Súper, para lo cual tendrán que buscar un pelo de la oreja de Tarreo Kuondo Kero, campeón de artes marciales, pero para conseguirlo los agentes deberán cruzar una tapia, gag central del episodio, para mala suerte, Mortadelo y Filemón toman unos pelos de oreja de un camello pensando que eran de Tarreo, haciendo que el antídoto le haga crecer al Súper unas jorobas de camello.
En el tercer episodio, los agentes son acompañados por el Súper, al que le había crecido un pico, para buscar unas hojas de L’abuela de Nosferatum, y eliminar este problema. Como resultado del antídoto del Bacterio, al Súper le crecerá un cuello de forma elevada, sin que desaparezcan los atributos que había desarrollado anteriormente. 
Sin embargo, en el cuarto capítulo el Súper vuelve a tener el cuello normal, aunque sí se mantienen los de la maldición, ya que ahora sus pies se tornaron en unas gigantescas ancas de rana. Para solucionar esto, los agentes tienen que encontrar un ejemplar de la rana Teobalda, por lo que regresan al campo. Los intentos de coger a la rana se ven forzados por la presencia de un guardia. El resultado final tampoco es el esperado para el Súper pues desarrolló una enorme barriga.
Al comienzo del quinto capítulo vemos que al Súper le salió un cuerno en la cabeza. Esta vez, el ingrediente que deben buscar es una piedra que solo tiene una importante condesa. Sin embargo, Mortadelo y Filemón tendrán que vérselas con la criada. La fórmula acaba agrediendo, sin querer, a los agentes de la T.I.A. (se arroja comida que va a parar a la cara de los protagonistas, confusión de una persona con un busto, etc.). Este antídoto tampoco resulta y el cuerno del Súper se ve cubierto por una chumbera.
En el sexto episodio, vemos que al Súper le ha crecido unos larguísimos brazos, del tamaño del cuello de una jirafa. La solución que considera el Bacterio que sería mejor para solucionar este problema es el de un brebaje que dota de elasticidad. Sin embargo, por un error, Filemón se lo bebe y se convierte en una especie de chicle humano. En esta ocasión no han de salir en busca de antídoto alguno. El Súper terminará con unos brazos muy cortos.
En el séptimo episodio el Súper tiene ya una lengua de camaleón. Al no poder hablar, es Bacterio el que da las órdenes. Este caso, los agentes tendrán que enfrentarse a la villana de un campamento gitano. Bacterio ha averiguado (de algún modo que no se menciona) que se trata de Ramona “La Faraona”. Mortadelo y Filemón visitan, pues, un campamento gitano.
El capítulo termina con la captura de la Faraona, quien muestra el habla típico de los gitanos y que lanza hechizos. Una vez capturada la antagonista, el Súper decide repartir sus atributos, productos de la maldición, entre sus dos agentes y el Bacterio, para quedar él libre del hechizo.

## Influencia de otras historietas de Mortadelo y Filemón
Esta historieta se vio muy influida por otras historietas de Mortadelo:
- El hecho de que Bacterio busque el antídoto (para liberar al Súper de la maldición) recuerda al cómic El balón catastrófico.
- Que el profesor mandara a los agentes a buscar los ingredientes que faltan a su fórmula se asemeja a los cómic Seúl 88 y a El antídoto.
- Para conseguir un pelo de la oreja de Tarreo Kuondo Kero los agentes cruzan una tapia, el gag central del episodio. Esta situación se asemeja a El antídoto y a ¡Queda inaugurado el Mundial 82!
- Cuando los agentes buscan un ejemplar de la rana Teobalda regresando al campo, aparcan en medio del agua, reproduciendo una escena de Ladrones de coches.
- Cuando los agentes buscan una piedra que solo tiene una condesa, hablan con la criada, la cual es muy similar a la aparecida en ¡Terroristas! y a la de Las tacillas volantes, este último también dibujado por Juan Manuel Muñoz.
- Algunos gags de este último capítulo son también similares a gags de otras historietas: La escena en la que se arroja comida que va a parar a la cara de los protagonistas se parece a ¡Terroristas!, la confusión de una persona con un busto a ¡A la caza del cuadro! y a Las tacillas volantes (nuevamente) y el equívoco al confundir a Mortadelo con una cucaracha se asemeja a lo que le pasó a Rompetechos en A la caza del cuadro.
- Cuando Filemón se bebe un brebaje preparado por Bacterio y se convierte en una especie de chicle humano, da lugar a gags como los que ya estuvieron en la historieta corta La chiclemicina (Super Pulgarcito, nº 4) y en La elasticina (1980), con algunos gags idénticos, como el del choque de cabezas por efecto de la inercia.

## Curiosidades
- La perfección del dibujo hizo que durante mucho tiempo el cómic fuera considerado como dibujado por Ibáñez.
- Destaca el uso de los juegos de palabras en el cómic.
- El nombre de Ramona “La Faraona”, puede ser una clara alusión al supuesto origen egipcio de los gitanos, y a la figura de la cantante Lola Flores.